# Rio Caravelas
Rio Caravelas är ett vattendrag i Brasilien.   Det ligger i delstaten Bahia, i den sydöstra delen av landet, 1 000 km öster om huvudstaden Brasília.